# Площадь французского театра в Париже
«Площадь французского театра в Париже» («Площадь Французского театра, омнибусы, весна, солнце», фр. La Place du Théâtre-Français, les omnibus, printemps, soleil) — картина французского художника-импрессиониста Камиля Писсарро из собрания Государственного Эрмитажа.
Картина написана в 1898 году и изображает вид сверху из Отеля дю Лувр на площадь Андрэ Мальро перед театром Комеди Франсез. Внизу под деревьями с ярко-зелёной листвой видны два омнибуса, в один из них изгибается очередь пассажиров, правее — небольшой павильон, служивший залом ожидания; на дальнем плане дворец Пале-Рояль, в котором размещался театр Комеди Франсез. Справа внизу подпись художника и дата: C. Pissarro 98.
В 1897—1898 годах Писсарро работал в Париже над большой серией с изображением бульвара Монмартр и другими видами французской столицы. Для этого он снимал комнаты в разных местах города и делал серию картин с каждой точки. Все картины предназначались для продажи через галерею Поля Дюран-Рюэля, который на весну 1898 года запланировал большую персональную выставку картин Писсарро на парижские сюжеты.
15 декабря 1897 года Писсарро писал своему сыну Люсьену: «Я забыл тебе сказать, что нашёл комнату в Гранд Отель дю Лувр с прекрасным видом на Оперный проезд и угол площади Пале-Рояль! Очень интересно для работы, может быть эстетически не очень красиво, но я в восторге, что могу попробовать писать эти улицы Парижа, про которые обычно говорят, что они безобразны, тогда как они такие серебристые, такие светящиеся и такие живые. Это совсем не то, что бульвары, — это самая гуща современности!». Однако в конце декабря он уехал домой в Эраньи: «Я надеюсь вернуться к 5 января, избрать себе жилищем Гранд Отель дю Лувр и начать работу для выставки. Придётся потратить много денег, но Дюран-Рюэль как будто поощряет меня к этому. Я расположен к работе и, как следует посмотрев мотивы, думаю что добьюсь цели…». 6 января 1898 года Писсарро вернулся в Париж и незамедлительно приступил к работе: «Мотив очень красивый, живописный. Я уже начал два холста по 30. Надеюсь, ничего не помешает моей работе». 23 января он писал своей племяннице Эстер Исаакзон: «…пишу Оперный проезд и кусочек площади Французского театра. Великолепный мотив, дело идёт пока неплохо».
Всего картин с видом Оперного проезда и площади перед театром было написано 15, причём эрмитажная картина является последней в серии и считается что она написана в начале апреля 1898 года; сам Писсарро в письме Жану Граву от 31 марта говорит, что работает по заказу Дюран-Рюэля и планирует завершить серию через две недели, а 11 апреля пишет: «Я всё закончил здесь. Дюран-Рюэль берёт всё». Однако составители каталога-резоне творчества Писсарро Иоахим Писсарро (внук художника) и Клер Дюран-Рюэль Сноллартс считают что художник дорабатывал картину в своей мастерской в Эраньи между 26 апреля и 22 мая.
Эрмитажная картина очень сильно отличается от всех остальных работ (кроме одной) как ракурсом и сильным смещением точки зрения, так и наличием яркой зелёной листвы на деревьях — на всех остальных картинах показана зима или самое начало весны и деревья стоят без листвы. Единственная относительно близкая работа: «Площадь Французского театра, омнибусы», она находится в собрании Музея искусств округа Лос-Анджелес (холст, масло; 72,4 × 92,7 см, инвентарный № M.46.3.2). А. Г. Костеневич отмечает что во всей серии точка зрения смещена влево от площади на перспективу Оперного проезда, и только две, эрмитажная и лос-анджелесская, показывают саму площадь. В 1976 году картину из Лос-Анджелеса привозили на выставку в Эрмитаж и у исследователей была возможность сравнить оба варианта воочию; в выставочном каталоге было сказано: «они почти одинаковы в композиционном отношении, но непохожи по настроению»
В конце мая 1898 года в галерее Поля Дюран-Рюэля открылась выставка Писсарро, он писал: «Мои Оперные проезды развешаны у Дюран-Рюэля. У меня там отдельный большой зал. Там двенадцать „Проездов“, семь или восемь „Проездов“ и „Бульваров“ и этюды Эраньи, которыми я очень доволен». Выставка вызвала большой резонанс. Один из ведущих художественных критиков того времени Гюстав Жеффруа писал:

Самое чудесное — это воздух всех этих полотен. Парижское небо весенних и зимних месяцев… <…> В этих картинах воздух, которым мы дышим, наши улицы, наши дожди, наши авеню… В этой атмосфере толчея прохожих среди экипажей передана с поразительным чувством ритмического движения толпы. Это наглядное изображение социальной борьбы подмечено и много раз передано Писсарро; одной из красот этой серии полотен является как раз изображение роковой суеты живых существ среди декораций сегодняшнего дня…. 

Однако Поль Синьяк счёл эти работы сухими и скучными.
Прямо во время выставки, 2 июня 1898 года Дюран-Рюэль за 4000 франков продал картину московскому промышленнику П. И. Щукину, который увёз её в Москву; после смерти его в 1912 году картина оказалась в собрании его брата С. И. Щукина. После Октябрьской революции его собрание было национализировано и эта картина среди прочих оказалась в Государственном музее нового западного искусства. В 1930 году картина была передана в Государственный Эрмитаж. С конца 2014 года выставляется в Галерее памяти Сергея Щукина и братьев Морозовых в здании Главного штаба (зал 406).
Учёный секретарь Государственного Эрмитажа И. В. Юденич в своей книге о творчестве Писсарро, анализируя картину, писала:

Если каштаны переднего плана написаны короткими энергичными, местами бугристыми мазками, разбросанными в разных направлениях, то предметы второго плана — и мостовая, и деревца, и здания — прописаны гораздо более жидким красочным слоем, более спокойными, плавно перетекающими один в другой мазками. Здесь всё кажется более призрачным и невесомым, чем на первом плане. Такой различный по своему характеру (и по толщине красочного слоя, и по направлению, и по длине) мазок и помогает художнику воссоздать удивительную трепетность и подвижность природы.

Далее она же отмечает что художник использовал приёмы пуантиллистической живописи, которой увлекался в конце 1880-х — начале 1890-х годов: «окраска каждого предмета образована сочетанием самых разнообразных чистых цветов».

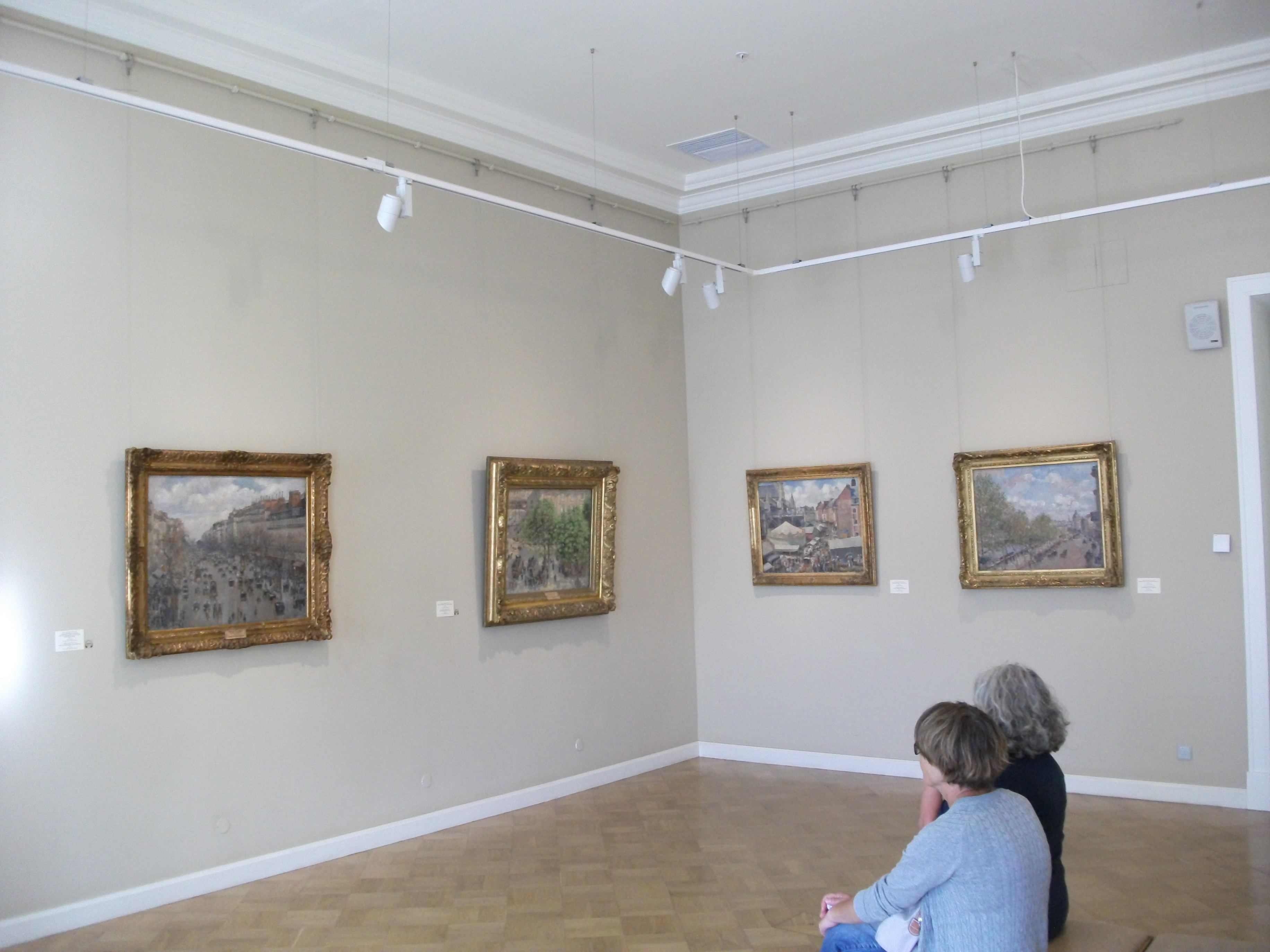
Картины Писсарро в здании Главного штаба. «Площадь Французского театра» вторая слева.
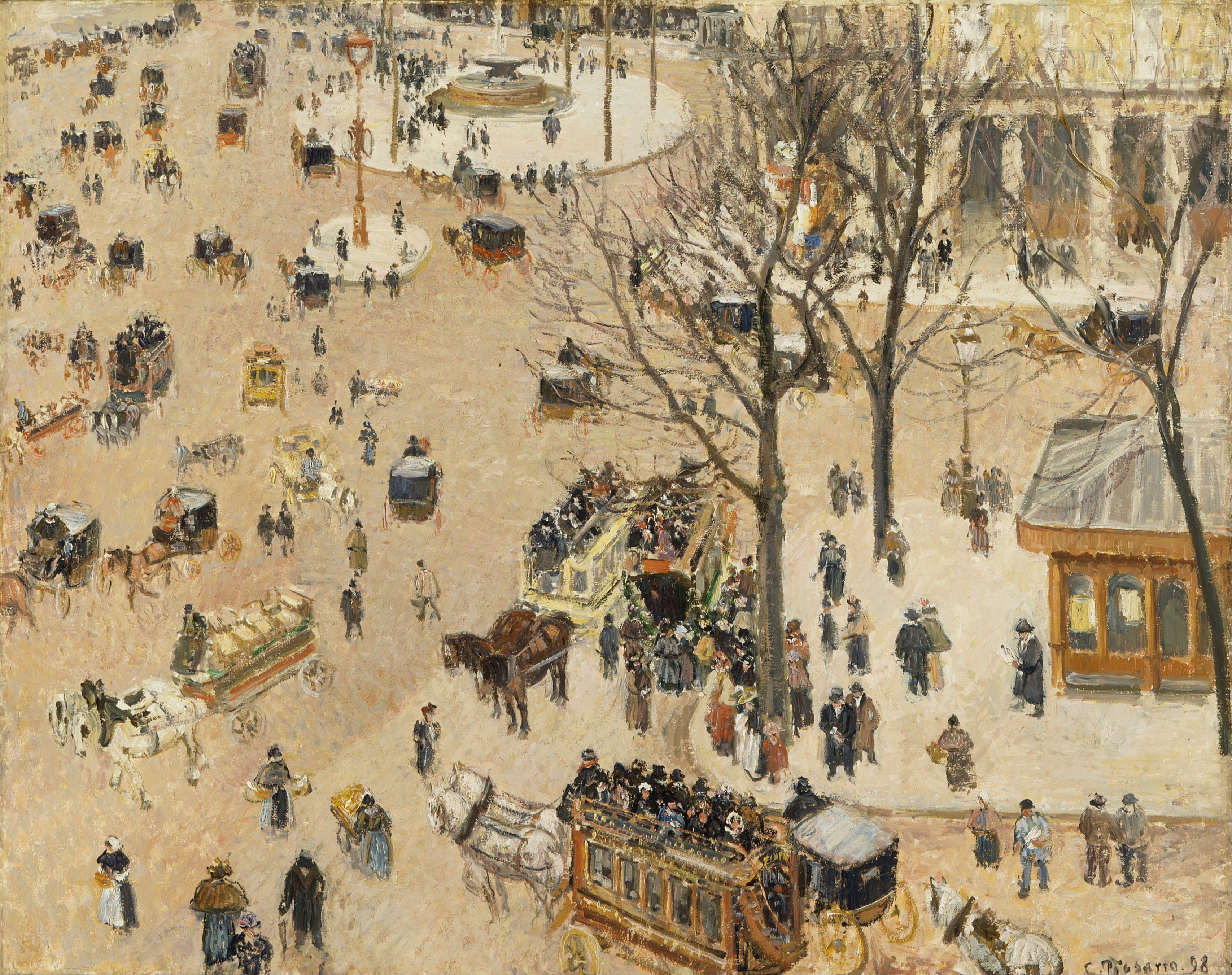
«Площадь Французского театра», вариант из Лос-Анджелеса